# Torrent (Gerona)
Torrent es un municipio español de la comarca del Bajo Ampurdán, provincia de Gerona, Cataluña. Está situado al este de la comarca, en la zona de Las Gavarras.

## Demografía
Torrent cuenta con una población de 173 habitantes (INE 2024).
| Gráfica de evolución demográfica de Torrent entre 1842 y 2021                                                       |
| |
| Población de derecho según los censos de población del INE Población de hecho según los censos de población del INE |

## Economía
Agricultura de secano. Ganadería bovina y porcina.

## Lugares de interés
- Iglesia de Torrent.
- Castillo de Torrent (1337).